# بيلي بيرك (ممثلة)
بيلي بيرك (بالإنجليزية: Billie Burke)‏ هي مقدمة برامج إذاعية وممثلة أمريكية، ولدت في 7 أغسطس 1884 بواشنطن العاصمة في الولايات المتحدة، وتوفيت في 14 مايو 1970 بلوس أنجلوس في الولايات المتحدة بسبب مرض آلزهايمر. بدأت مشوارها المهني سنة 1907.

## أعمال

### أفلام
- (1935) ريشة في قبعتها
- (1939) ساحر أوز
- (1950) والد العروس

## ترشيحات
- جائزة الأوسكار لأفضل ممثلة مساعدة (1938)

## وصلات خارجية
- بيلي بيرك على موقع IMDb (الإنجليزية)
- بيلي بيرك على موقع الموسوعة البريطانية (الإنجليزية)
- بيلي بيرك على موقع ألو سيني (الفرنسية)
- بيلي بيرك على موقع ميوزك برينز (الإنجليزية)
- بيلي بيرك على موقع تيرنر كلاسيك موفيز (الإنجليزية)
- بيلي بيرك على موقع أول موفي (الإنجليزية)
- بيلي بيرك على موقع قاعدة بيانات برودواي على الإنترنت (الإنجليزية)
- بيلي بيرك على موقع قاعدة بيانات الأفلام السويدية (السويدية)
- بيلي بيرك على موقع إن إن دي بي (الإنجليزية)
- بيلي بيرك على موقع ديسكوغز (الإنجليزية)